# Якщо…
«Якщо…» англ. "If..." — вірш написаний Редьярдом Кіплінгом у 1895. Вперше був опублікований в розділі «Brother Square Toes» книги Rewards and Fairies, збірки оповідань та віршів Кіплінга виданої в 1910. Літературні критики порівнють вірш із «Пам'ятником», як у Горація, Державіна, Пушкіна.

## Історія написання
За твердженням автобіографії Кіплінга Something of Myself, яку посмертно опублікували у 1937 році, вірш був інспірований Ліндер Старр Джеймсоном, який у 1895 очолив рейд, здійснений британськими силами проти бурів у ПАР, який потім назвали рейдом Джеймсона. Ця поразка збільшила напруженість, що пізніше призвело до Другої англо-бурської війни. Життя Джеймсона та зв'язок з віршем описуються в книжці The If Man. Тут він зображується героєм, шахраєм та імперським негідником. Автор книги Кріс Еш розповідає про життя державного колоніального діяча, більше відомого як доктор Джим або просто доктор, який був загадковою людиною і великим політиком. Коли він помер, його вражаючий авторитет над послідовниками оцінила Таймс, порівнюючи з авторитетом ірландського патріота Чарльза Парнелла, який був лідером ірландських націоналістів і прихильників самоврядування Ірландії в парламенті Великої Британії. Зокрема він підтримував ідеї земельної реформи, зменшення орендної плати для ірландських фермерів, відновлення ірландського парламенту, проте був противником незалежності. Доктор Джим помер 26 листопада 1917 в Лондоні. Його тіло було поховано в склепі на Кенсан-Грін, де він залишався до кінця Першої світової війни. Ян Колвін (1923) пише, що тіло Джеймсона згодом переправили в Родезію 22 травня 1920 року, провівши перепоховання у гранітному розрізі на вершині гори. Існують думки, що цей вірш Кіплінг адресував своєму єдиному синові Джону. Згодом, під час Першої світової війни у 1915 році, молодший лейтенант ірландських гвардійців Джон Кіплінг висадився на французький берег. Лист, який він відіслав додому з Франції 25 вересня 1915, закінчується так:
|  | Швидше за все, на якийсь час це буде моїм останнім листом, оскільки на наступному тижні можливостей писати листи у нас не буде, але я постараюся послати листівку. Ну, прощайте, дорогі мої. Люблячий вас Джон. |

Саме 25 вересня англо-французькі війська — в рамках так званої «третьої битви при Артуа» — почали наступ на позиції німецької армії в північній Франції, і ірландські гвардійці взяли в цьому наступі безпосередню участь. На другий ранок імена загиблих в перший же день британських солдатів заповнили в «Таймс» чотири колонки. Німецький фронт прорвано не було.
Представлений незадовго до цього до звання «лейтенант», Джон Кіплінг так і не дочекався офіційного присвоєння йому цього звання. Два дні потому, 27 вересня 1915 року, ведучи своїх солдатів в чергову атаку під кулеметним вогнем, він був убитий. Тіло його в тих умовах виявити не вдалося, і тому спочатку він був визнаний зниклим безвісти. Втрата єдиного сина надломила Редьярда Кіплінга. Останні роки свого життя Кіплінг безуспішно намагався відшукати Джона хоча б серед убитих. Загиблі у вересні і в жовтні 1915 британці були потім поховані недалеко від місця боїв, на одному з військових кладовищ у Франції. На одному надмогильнику був напис: «Невідомий лейтенант ірландської гвардії». Кіплінг був на цьому кладовищі, проте місце поховання сина знайдено ним не було. У 1992 році спеціальна комісія з військових поховань, діючи методом виключення, дійшла висновку, що «невідомим лейтенантом» був Джон Кіплінг.

## Загальна характеристика
Популярність Редьярда Кіплінга в останній раз досягла найвищої позначки з початком світової війни, потім різко впала, змінившись байдужістю. До нього почали ставитися переважно як до письменника для підлітків, що змушувало його переживати. Віршем «Якщо…» він приніс у літературу живий досвід, яка добре знає, що собою являють складні умови життя людини, яка загубилась в тропіках форту, він з власного досвіду знав про будні солдата або дрібного чиновника в колоніях, що перебуав серед чужого і ворожого оточення, в постійній готовності зустріти смертельну загрозу. У вірші передається обов'язок людини, яка не піддається спокусі Успіху і не падає духом в годину Нещастя, що виражено закликом 
|  | напружити серце, і нерви, і м'язи |

.
Часті імперативи і модальні дієслова передають повчання. А разом з тим — у вірші спостерігається ритмічна чіткість, доведена до досконалості; відсутні неточні рими; продуманий підбір односкладових і двоскладових слів (традиційна цезура після другої стопи не дотримана лише в кількох рядках) підкреслювали категоричність тверджень, а рідкісні пірихії
(англ. "Allowance", "unforgiving"), розбиваючи монотонність, виділили смислові наголоси.

## Популярність вірша
На тлі англійських сучасників Томаса Гарді чи Альфреда Едварда Хаусмена та на європейському тлі, де відходив символізм, вірш Кіплінга мав інші ознаки. Сенс шукань Кіплінга по-справжньому зрозуміють поети наступного покоління. Вважається, що його послідовником став Гумільов та «Цех поетів», бо вірш набув в Росії більшої популярності, ніж у себе на батьківщині.
Річард Олдінгтон в «Смерті героя», цитує Редьярда Кіплінга з єдиною метою прокоментувати рядок від імені вцілілих на фронтах першої світової війни:
|  | Тоді, мій сину, ти будеш Людиною. |

Популярність вірша підтверджується кількістю пародій які на нього написали, та широкою популярністю серед британців. Часто він перемагає в голосуваннях на найкращий вірш Британії.
Вірш був надрукований поміщений в рамку й повішений на стіну перед партами кадетів у National Defence Academy (NDA) в індійському місті Пуне. Рядки вірша «If you can meet with Triumph and Disaster / and treat those two impostors just the same» написані на стіні входу в центральний корт Вімблдонського турніру.
Існували й противники ідей Р. Кіплінга. В 60-х роках Ліндсі Андерсон зняв фільм «Якщо....», де кіплінгів заголовок знадобився, щоб показати, якими невиліковними травмами закінчується виховання в дусі сповіщених Кіплінгом істин.
Український гурт Dakh Daughters записав альбом IF, у якому є однойменна пісня, записана на оригінальний англомовний текст вірша Кіплінга.

## Текст
If you can keep your head when all about you

Are losing theirs and blaming it on you;

If you can trust yourself when all men doubt you,

But make allowance for their doubting too:

If you can wait and not be tired by waiting,

Or being lied about, don’t deal in lies,

Or being hated, don’t give way to hating,

And yet don’t look too good, nor talk too wise;

If you can dream—and not make dreams your master;

If you can think—and not make thoughts your aim,

If you can meet with Triumph and Disaster

And treat those two impostors just the same:

If you can bear to hear the truth you’ve spoken

Twisted by knaves to make a trap for fools,

Or watch the things you gave your life to, broken,

And stoop and build ’em up with worn-out tools;

If you can make one heap of all your winnings

And risk it on one turn of pitch-and-toss,

And lose, and start again at your beginnings

And never breathe a word about your loss:

If you can force your heart and nerve and sinew

To serve your turn long after they are gone,

And so hold on when there is nothing in you

Except the Will which says to them: "Hold on!"

If you can talk with crowds and keep your virtue,

Or walk with Kings—nor lose the common touch,

If neither foes nor loving friends can hurt you,

If all men count with you, but none too much:

If you can fill the unforgiving minute

With sixty seconds’ worth of distance run,

Yours is the Earth and everything that’s in it,

And—which is more—you’ll be a Man, my son!

## Українські переклади
Вірш Р. Кіплінга «If» є видатним літературним твором, тому він привертав увагу багатьох перекладачів — у даний час існує декілька українських перекладів, у тому числі Василя Стуса.
Найбільш показовими в плані досягнення еквівалентності є переклади В. Стуса, Д. Донцова та М. Стріхи. У перекладі В. Стуса в основному збережена поетична форма оригіналу. Перекладач зберігає контрастні повтори на звуковому і лексичному рівні; силові кінцівки; мають місце enjambements:
|  | Коли ти бережеш залізний спокій всупір загальній паніці й клятьбі. |

В. Стус зберігає й основні значеннєві аспекти та художні характеристики, значеннєві відносини зіставлення і протиставлення (антитеза), виділяючи у вірші виховний аспект, тобто слово, що впливає на іншу людину — звідси і назва — «Синові». Одночасно це поняття розкриває мотив наслідування моральних цінностей старшого покоління молодшим. Вже в першому реченні бачимо займенник «ти», що утворює ситуацію спілкування з рідною людиною — сином, адже в українській традиції батьки звертаються до дітей на «ти». Автору переклада вдалося зберегти образ воїна та графічне оформлення оригіналу.
Перекладач зберігає рефрен, ключове слово «if» перекладається словом «коли», що певною мірою сприяє збереженню основних відносин «умова-результат». У перекладі є п'ять лексичних анафор «коли ти», в оригіналі їх вдвічі більше: англ. «If you can» повторюється десять разів. У Стуса в третій строфі зберігається цілісність образа воїна — у Кіплінга його герой взагалі не виявляє своїх емоцій: на карту все, що заробив працею — у Кіплінга англ. pitch — and — toss (орлянка) та англ. one heap of all your winnings(виграші). Внаслідок гри слів, Стус створює ефект матеріальності гри, зберігаючи цей відтінок:
|  | Коли ти можеш всі свої надбання поставити на кін, аби за мить проциндрити без жалю й дорікання – адже тебе поразка не страшить. |

Стус зберігає авторський синтаксис, розмір — п'ятистоповий ямб — та перехресне римування. Для переклада характерні стислість, вибір найважливіших і необхідних словесних засобів; лексико — стилістичні еквіваленти є поетичними, точними і природними для української віршованої мови; збережені основні образи і поняття.
Переклад Максима Стріхи має назву «Якщо…» Перекладач зберігає образ адресата, використовуючи займенник «ти»; вірш починається словами «Якщо спокійний ти перед юрбою» і закінчується, як і в оригіналі, розкриттям образа адресата — мій син. Крім того, збережено графічне розміщення віршів, розмір оригіналу, строфічний розподіл на октави, перехресне римування; використовується звукопис: юрбою — поговір — зневірений — зрозумів — тягар — зневір. В ритміці зберігається ритм військового маршу. В даному перекладі використано велику кількість лексичних рефренів-анафор «Якщо», а саме — їх вісім (в оригіналі — 10) та відображено антитезу, як основну фігуру мови оригіналу.
Але архітектоніка порушена, бо автор рідко римує односкладові слова: буть-лють, частіше це двоскладові слова з трьохскладовими: ласку — поразку. Також логіку і цілісність оповідання, властиву оригіналові, руйнує повна відсутність переносів і введення інверсій, що руйнує інтонаційні паузи та розбиває вірші на простіші за оригінальні значеннєві відтінки. В області лексики перекладач прагне зберегти алегоричний ряд: Успіх і Поразка, Серце, Нерви, Жили, Воля, Людина, а з іншого боку — змінює семантичне звучання більшості образів, наділяючи образи Серця, Нервів, Жил якісно новим звучанням, створюючи нову алегорію, що надає додаткової експресії, але не еквівалентно оригіналові. При цьому автор перекладу втрачає монолог Волі.
Переклад Дмитра Донцова є найменш еквівалентним з усіх трьох, що показує аналіз тексту. В перекладі не збережена базисна формальна структура англійського оригіналу. Ритмічний малюнок військового маршу, що було дуже важливо для автора, повністю зруйнований. Значеннєві відносини протиставлення і зіставлення збережені в цьому перекладі, деякі значеннєві аспекти донесені вірно, наприклад, образ воїна, але деякі інші значеннєві аспекти передані невірно або відсутні зовсім. В перекладі Донцова перекручений значеннєвий аспект того, що герой піднімається до рівня королів, спілкується з ними на рівних — у Донцова йдеться про те, що взагалі треба «бути сильним, не перестаючи бути ніжним». Крім того, семантичне наповнення першої строфи автор перекладу переносить в кінець, а авторські алегоричні образи відкинуто та замінено іншими: Князі, Боги, Щастя і Перемога.
| ЯКЩО…Редьярд КІПЛІНГ (переклад: Юрій Любодар Березюк) Якщо ти зберігаєш власний розсуд, Коли усі втрачають, судячи тебе, Коли тримаєш віру навіть ідучи наосліп, Та дозволяєш сумніву випробувати все. Якщо чекаєш легко, вміючи чекати, Огорнутий брехнею не продовжуєш брехні, І злість ненавистю не станеш зігрівати Не скажеш зайвого як того б хтось хотів. Як маєш мрії, не лишаючись лише у мріях, Як вмієш думати не маючи лише красу думок у себе на меті Сміливо стрінувшись з Триумфом або Прірвой, Будь кого з Них прийняти зможеш як Своїх. Як стримаєш себе, почувши сказану тобою правду, Закрученою так щоб плести з дурнів стрічечки. Чи бачучи, зруйнованим усе, куди життя вкладав ти, Зупинишся і відбудуєш знов, бо зможеш старий інструмент знайти. Якщо збереш до купи усі надбані тобою статки, Та ризикнеш, коли усе на кон поклав, І втративши усе, почнеш спочатку Не прошипочеш ані слова жалю що програв. Якщо переконаєш Серце, Нерви, Ткані, Що варто встати та вперед іти, Тримаючись, коли ніщо вже не тримає Крім лише Волі, що підтримує завжди. Як зможеш в натовпі залишитись собою, На рівних з королями в ногу поруч йти Коли ні ворог ані друзі не залишать в тобі рани. Як розраховують на тебе та не їздять на тобі. Якщо із власних незабутніх митєй Зіткати можеш довгий Шлях Життя, Тобі відкрито все що сховано було на цій Планеті І можеш зватися Людиною, моє Дитя! |

| ЯКЩО… Редьярд КІПЛІНГ (в перекладі Євгена Сверстюка) Як вистоїш, коли всі проти тебе— Упали духом і тебе клянуть, і Як всупереч усім ти віриш в себе, А з їх невіри також візьмеш суть; Якщо чекати зможеш ти невтомно, Оббріханий — мовчати і пройти Під поглядом ненависті, притому Не грати цноти ані доброти; Як зможеш мріять — в мрійництво не впасти, І думать — не творити думки культ, Якщо Тріумф, зарівно як Нещастя, Сприймеш як дим і вітер на віку; Якщо стерпиш, як з правди твого слова Пройдисвіт ставить пастку на простих, Якщо впаде все, чим ти жив, і знову Зумієш все почати — і звести; Якщо ти зможеш в пориві одному Поставить все на карту — і програть, А потім — все спочатку, і нікому Про втрати й слова навіть не сказать; Якщо ти змусиш Серце, Нерви, Жили Служити ще, коли уже в тобі Усе згоріло, вигасло — лишилась Одна лиш Воля — встоять в боротьбі; Як зможеш гідно річ вести з юрбою І з Королем не втратиш простоти, Якщо усі рахуються з тобою — На відстані, яку відміриш ти; Якщо ущерть наповниш біг хвилини Снагою дум, енергією дій, Тоді весь світ тобі належить, сину, І більше: ти — Людина, сину мій | ЯКЩО…Редьярд КІПЛІНГ (в перекладі Максима Стріхи) Якщо спокійний ти перед юрбою, Де зведено на тебе поговір, Зневірений, залишився собою, І зрозумів тягар чужих зневір; Якщо навчився ти терпляче ждати, Поміж брехні самому чесним буть, Не прибирався у святецькі шати І люттю не відплачував за лють; Якщо ти мріям не віддавсь на ласку, Якщо ти владар пристрастям своїм, Якщо приймаєш Успіх та Поразку І знаєш, що ціна та сама їм; Якщо слова твої, немов приманку, Негідник перед дурнем вихваля, І знищено твій труд весь доостанку, — А ти зумієш все почать з нуля; Як все, твоїми створене руками, Зробити зможеш ставкою у грі, Програть і знову працювати роками, Не згадуючи програші старі; Якщо ти змусиш Серце, Нерви, Жили, Служить тобі, як їх уже й нема, І вистоїш, коли бракує сили І залишилась Воля лиш сама; Як ти шляхетний між простого люду, Як ти простий і серед королів, Якщо на тебе не зведуть облуди Ні ворог твій, ні друг твій поготів; Якщо, забувши біль, поразки, втому, Свій шанс єдиний зможеш віднайти, — Твій, сину, світ і все, що є у ньому, Та більш того — тоді Людина ти! |

| ЯКЩО… Редьярд КІПЛІНГ (У перекладі Дмитра Донцова) Коли ти можеш бачити зруйноване діло цілого свого життя, І без слів взятися будувати його наново, Або за одним ударом — стратити виграні сотні партій Без жодного порушення і без одного зітхання… Коли ти можеш бути коханцем, не шаліючи з любови, Коли ти можеш бути сильним, не перестаючи бути ніжним… Коли ти можеш любити всіх приятелів як братів, Аж так, щоб ніхто з них не був всім для тебе, Коли ти вмієш розважати, спостерігати й пізнавати, Не стаючи ніколи скептиком, або руїнником, Мріяти, та не даючи твоїй мрії стати твоїм паном… Коли ти потрапиш бути суворим, не впадаючи ніколи в лють, Коли ти вмієш бути відважним, а ніколи безрозсудним, Коли ти вмієш бути добрим, коли ти вмієш бути мудрим, Не будучи моралізатором, ні педантом, Якщо ти вмієш зберегти свою відвагу І не стратити голови, коли всі інші довкола тратять її, — Тоді князі, боги, щастя і перемога, стануть на віки твоїми вірними рабами, Тоді ти станеш людиною. | СИНОВІ Редьярд КІПЛІНГ (в перекладі Василя Стуса) Коли ти бережеш залізний спокій всупір загальній паніці й клятьбі, коли наперекір хулі жорстокій між невірів ти віриш сам собі. Коли ти вмієш ждати без утоми, обмовлений, не станеш брехуном, ошуканий, не піддаєшся злому і власним не хизуєшся добром. Коли тебе не порабують мрії, в кормигу дум твій дух себе не дасть, коли ти знаєш, що за лицедії — облуда щастя й машкара нещасть. Коли ти годен правди пильнувати, з якої вже зискують махлярі, розбитий витвір знову доробляти, хоча начиння геть уже старі. Коли ти можеш всі свої надбання поставити на кін, аби за мить проциндрити без жалю й дорікання — адже тебе поразка не страшить. Коли змертвілі нерви, думи, тіло ти можеш знову кидати у бій, коли триматися немає сили і тільки воля владно каже: стій! Коли в юрбі шляхетності не губиш, а бувши з королями — простоти, коли ні враг, ні друг, котрого любиш, нічим тобі не можуть дорікти. Коли ти знаєш ціну щохвилини, коли від неї геть усе береш, тоді я певен: ти єси людина і землю всю своєю назовеш. |

На основі перекладу В. Стуса український бард і актор К. Булкін створив композицію If (Синові)
| - Переклади (та перекази) українською мовою - Переклад Марини Левіної - Переклад Василишина [Архівовано 17 березня 2013 у Wayback Machine.] - Межичасся (збірка) - Invictus (вірш) - Desiderata - IF 1. 2. 3. 4. 5. 6. 7. 8. 9. 10. 11. 12. 13. 14. 15. 16. 17. - типографічна анімація вірша [Архівовано 27 січня 2013 у Wayback Machine.] - Запис читання вірша "If—" - Вільні аудіозаписи вірша [Архівовано 3 грудня 2012 у Wayback Machine.] - Roman Veretelnyk. Found in Translation: Vasyl Stus and Rudyard Kipling's «If» [Архівовано 3 жовтня 2016 у Wayback Machine.] // Kyiv-Mohyla Humanities Journal. — 2016. — № 3. — P. 161—186. - Authentic digital editions archive of «If—» multiform editions at Dalhousie University Library, Canada — Original Author Autographed, Calligraphed/Typed Broadsides, Collector Multipage and Human Voice, Enhanced Video based Multimedia" - The If Man: Dr Leander Starr Jameson, the Inspiration for Kipling's Masterpiece by Chris Ash - Пісня групи Six Elements на вірш «If» [Архівовано 18 квітня 2012 у Wayback Machine.]. |